# Meritneit
Meritneit - żona Dżeta i matka Dena, władców starożytnego Egiptu z I dynastii.
Jest pierwszą znaną kobietą, która sprawowała realną władzę w państwie egipskim, gdyż w pierwszym okresie panowania syna pełniła funkcję regentki ze względu na młody wiek władcy. Dopuściła wtedy prawdopodobnie do nadmiernego wzrostu znaczenia dygnitarzy, których rządy ukrócił dopiero jej syn po przejęciu pełni władzy. Znaczenie jej w królestwie było jednak bardzo duże, o czym świadczą dwa ogromne kompleksy grobowe w Sakkarze i Abydos, niewiele ustępujące grobowcom władców, przy czym sama królowa została pochowana w Abydos.